# Jimmy P. – Psychotherapie eines Indianers
Jimmy P. – Psychotherapie eines Indianers ist ein französischer Spielfilm von Arnaud Desplechin aus dem Jahr 2013. Der Film beruht auf einem authentischen Fall.

## Handlung
Kansas im Jahr 1948: Jimmy Picard, ein Blackfoot-Indianer, kämpfte im Zweiten Weltkrieg in Frankreich. Nach einem Unfall, bei dem er aus einem fahrenden LKW stürzte, lag er mit Schädelbruch kurzzeitig im Koma. Seit Ende des Krieges erhält er eine Verwundeten-Pension. Immer wieder hat er Zusammenbrüche, Lähmungserscheinungen und leidet unter Hörverlust, zeitweiser Blindheit und starken Kopfschmerzen. Die Armee zahlt nun eine Überstellung Jimmys von der Farm seiner Schwester in das Winter Veteran Hospital in Topeka. Hier wird er untersucht und es werden erneute Hirnscans angefertigt. Körperlich ist Jimmy jedoch in guter Verfassung und es kann keine Ursache für seine Schmerzen festgestellt werden. Die Ärzte vermuten zunächst, dass er unter Schizophrenie leidet, und verlegen ihn in die Psychiatrie des Hospitals und später in die geschlossene Abteilung. Sie holen den Psychoanalytiker Georges Devereux aus Brooklyn nach Topeka, der Jimmy untersuchen soll, auch wenn er keine Zulassung als praktizierender Arzt hat.
Georges ist ein begeisterter Ethnologe, verbrachte drei Jahre bei den Mohave und ist sehr an Jimmy als Blackfoot interessiert. Er befragt Jimmy zunächst nach seiner Familie und seinem traditionellen Namen. Nach Maltests kann Georges mit Sicherheit sagen, dass Jimmy nicht schizophren ist. Die Klinik engagiert ihn, damit er Jimmy eine Stunde am Tag therapiert. In den Sitzungen sprechen Jimmy und Georges über die Familie, Jimmys Träume und seine Gefühle. Georges glaubt, dass Träume immer Hinweise auf Ereignisse in der Vergangenheit geben und kann so eine Verbindung zu Jimmys Ängsten herstellen. Dieser wurde mit 17 Jahren Vater, kümmerte sich jedoch nicht um seine Tochter. Georges versucht ihm klarzumachen, dass er zu jung war und sich keine Vorwürfe machen muss. Erst nach einigen Sitzungen lässt Jimmy Georges an zwei Aktionen teilhaben, die ihn tief prägten und die er niemandem je erzählte: Er war Zeuge, wie ein Nachbarsmädchen in einem See ertrank, und half ihr nicht, weil er zu viel Angst hatte. Die Schwester der Toten brachte ihn als Kind später dazu, sie mit der Hand zu befriedigen, bis Jimmys Schwester beide erwischte und ihn verprügelte. Später sah Jimmy seine seit kurzem verwitwete Mutter beim Sex mit einem fremden Mann, der für sein Handeln nicht bestraft wurde – eine tiefsitzende Ungerechtigkeit, die er nie verarbeiten konnte. Georges konstatiert bei der Präsentation des Falls vor Kollegen der Klinik, dass Jimmy möglicherweise einen Hamlet-Komplex hat, sich selbst also als Vaterersatz für die Mutter fühlte, diese Rolle jedoch nicht ausfüllen durfte.
Ein weiterer unverarbeiteter Komplex in Jimmys Leben ist die Geschichte um seine erste Liebe Jane und die gemeinsame Tochter. Jane erwartete von Jimmy ein Kind. Eines Tages waren beide auf einer Feier, als Jimmy eine andere Frau nach Hause brachte. Als er zur Feier zurückkam, sah er Jane mit einem anderen Mann aus einem Stall kommen. Er vermutete, dass sie fremdgegangen ist. Eine Hochzeit mit ihr lehnte er nun ab. Als er auch das Kind verleugnete, verklagte sie ihn, doch gab das Gericht ihm Recht. Erst später erfuhr er von dem anderen Mann, dass er und Jane nur nach Jimmy gesucht hatten. Er sah Jane einige Jahre später wieder, als seine Tochter gerade elf Jahre alt war. Sie wollten sich wiedertreffen, doch war Jane zu dem Zeitpunkt bereits an den Folgen einer Operation verstorben. Der Kontakt zur Tochter besteht seither nur über Briefe. Jimmys Beschwerden lassen mit dem Offenlegen immer weiterer psychischer Belastungen nach. Er erleidet jedoch einen Zusammenbruch, als er von einer Krankenschwester belogen wird: Entgegen ihrer Aussage hat ein Büro, das ihm seinen Einkommensscheck ausstellen kann, nicht am Samstag geöffnet. Mit heftigen Kopfschmerzen wird Jimmy halb ohnmächtig ins Krankenhaus eingeliefert. Georges kann Jimmys psychischen Hauptkonflikt rekonstruieren: Er hat Angst, Frauen zu verletzen, und gleichzeitig Angst, von Frauen verletzt zu werden. Nach dieser Analyse verschwinden Jimmys Beschwerden. Auch eine weitere Hirnuntersuchung zeigt keine Anomalien, und er wird als geheilt entlassen. Während sich Georges wiederum vom Leiter der Klinik auf der Couch behandeln lässt und analysiert, wie er die Abreise seines lange betreuten Patienten Jimmy verkraftet, sucht Jimmy seine Tochter auf. Er teilt ihr mit, dass er darüber nachgedacht hat, sie nach all der Zeit zu adoptieren.

## Produktion

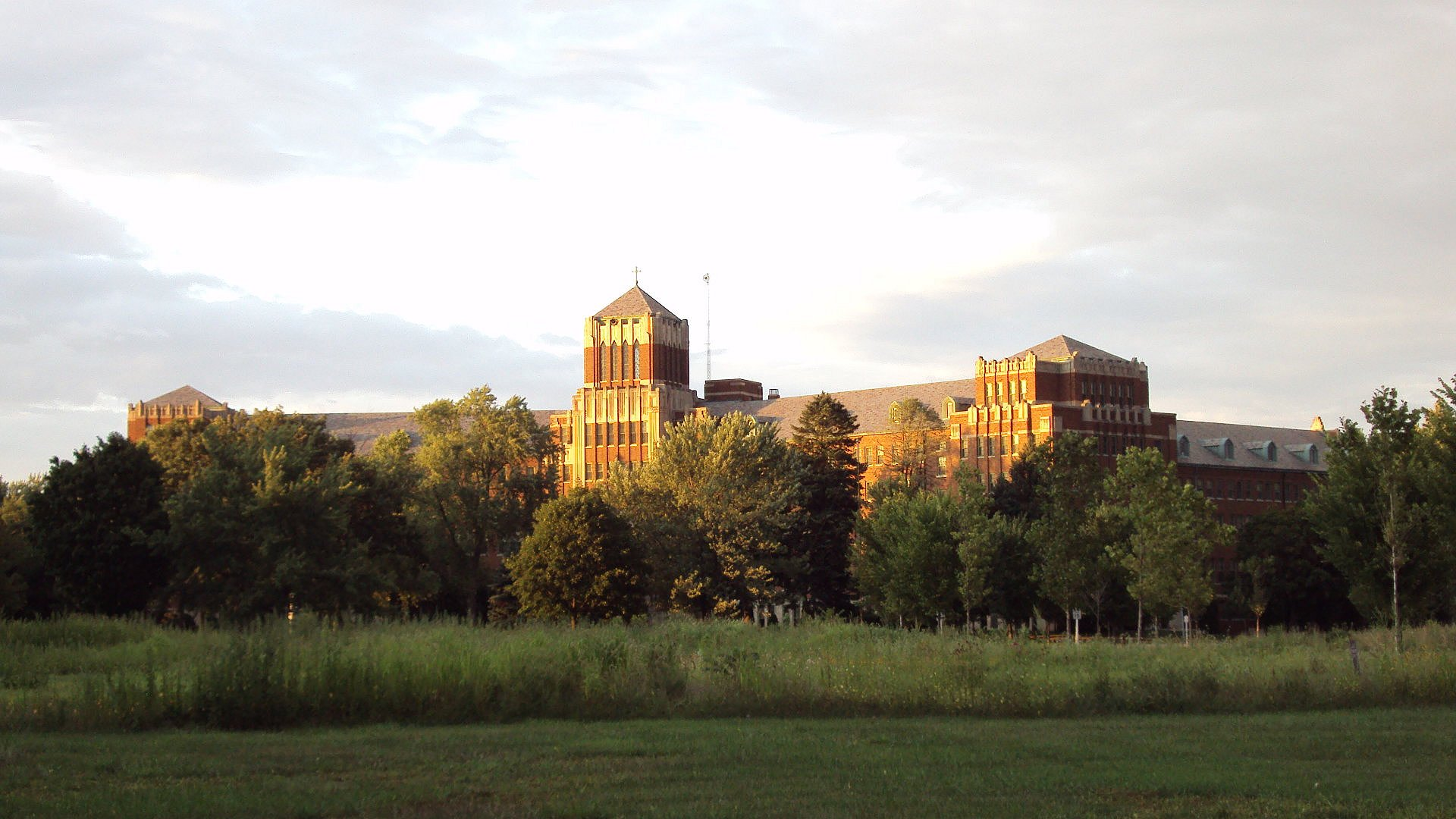
Sitz des Frauenordens Sisters, Servants of the Immaculate Heart of Mary in Monroe, ein Drehort des Films

Jimmy P. – Psychotherapie eines Indianers beruht auf einem authentischen Fall, den der Psychoanalytiker Georges Devereux 1951 in seinem Buch Psychothérapie d'un indien des plaines beschrieb. Der Film wurde im Sommer 2012 unter anderem in Michigan gedreht. Beim Gebäude des Winter Veteran Hospital handelt es sich in Wirklichkeit um den Sitz des Frauenordens Sisters, Servants of the Immaculate Heart of Mary in Monroe, Michigan. Die Kostüme schuf David C. Robinson, die Filmbauten stammen von Dina Goldman.
Der Film erlebte am 18. Mai 2013 im Rahmen der Internationalen Filmfestspiele von Cannes 2013 seine Premiere. Am 11. September 2013 kam er in die französischen Kinos, wo er von 264.992 Personen gesehen wurde. Im November 2013 wurde der Film im Rahmen der Viennale auch in Österreich gezeigt. Der Film erschien am 22. Januar 2014 in Frankreich auf DVD und wurde am 10. Oktober 2014 auch in Deutschland auf DVD veröffentlicht.

## Auszeichnungen
Jimmy P. – Psychotherapie eines Indianers lief auf den Internationalen Filmfestspielen von Cannes 2013 im Wettbewerb um die Goldene Palme. Der Film wurde im selben Jahr für einen Prix Louis Delluc als Bester Film nominiert.
Im Jahr 2014 erhielt Stéphane Fontaine eine Nominierung für den Kamerapreis der Prix Lumières. Zudem war der Film 2014 für drei Césars nominiert: In den Kategorien Bester Film, Beste Regie (Arnaud Desplechin) und Bestes adaptiertes Drehbuch (Arnaud Desplechin).